# Z zimną krwią

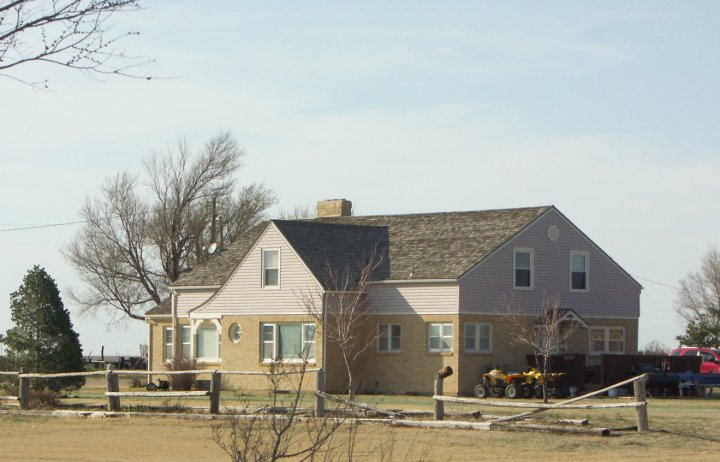
Dom rodziny Clutterów w miasteczku Holcomb w stanie Kansas w USA

Z zimną krwią (ang. In Cold Blood: A True Account of a Multiple Murder and Its Consequences) – powieść Trumana Capote’a wydana w 1966 roku. Opisuje ona morderstwo rodziny Clutterów w miasteczku Holcomb w stanie Kansas oraz jego następstwa, a także historie i prywatne aspekty życia obu morderców. Autor powiedział o książce, iż jest to nowy typ powieści, opartej na autentycznych wydarzeniach. Krytycy literaccy spierają się, czy to właśnie Capote wymyślił ten gatunek.

## Fabuła
15 listopada 1959 roku w domu Clutterów na River Valley Farm pod Holcomb odnaleziono ciała członków rodziny. Herbert (lat 48), jego żona Bonnie (45), córka Nancy (16) i syn Kenyon (15) zostali związani i zastrzeleni. Zginęli w ciągu jednej nocy w niewyjaśnionych okolicznościach. Początkowo sprawcy pozostawali nieznani, nie można było również ustalić motywu zbrodni.
Po wnikliwym śledztwie ujęto morderców: Richarda „Dicka” Hickocka i Perry’ego Smitha. Podczas przesłuchań opisali oni przebieg zbrodni (choć wskutek sprzecznych zeznań nie udało się ustalić do końca, który z nich zabił kogo). Zabójców skazano na śmierć przez powieszenie (kara śmierci w stanie Kansas). Motywem zbrodni okazał się napad rabunkowy. Przed zabójstwem Hickock poznał w zakładzie karnym więźnia Floyda Wellsa, który kiedyś pracował przez jeden sezon na farmie Clutterów i opisywał majątek oraz zamożność rodziny. Jeszcze w więzieniu Hickock zaplanował napad na ich dom, a także postanowił zwerbować do tego Smitha. Po wyjściu na wolność obaj przestępcy spotkali się (naruszając w ten sposób zasady zwolnienia warunkowego) i pojechali na jedną noc z Kansas City (miejsce zamieszkania Hickocka) do Holcomb z zamiarem napadu. Na miejscu okazało się (co było powszechnie znanym faktem w okolicy, ale czego nie wiedzieli przestępcy), że Herbert Clutter nigdy nie przetrzymuje w domu dużych sum gotówki, a także, że w domu nie ma sejfu. Łupem przestępców padło około 50 dolarów, przenośne radio Kenyona oraz lornetka. Następnie bandyci zamordowali całą rodzinę w celu pozbycia się świadków (zabijał prawdopodobnie tylko Smith). Zostali aresztowani sześć tygodni później w Las Vegas, do czego znacznie przyczynił się (wskazując ich jako potencjalnych sprawców) były współwięzień Hickocka – Floyd Wells, który przeczytał o sprawie w gazecie. Po procesie oraz nieudanych apelacjach obu sprawców powieszono 14 kwietnia 1965 roku.
Nie było to nietypowe zdarzenie w USA w tamtych czasach. „Od czasu, kiedy czworo członków rodziny Clutterów zginęło ubiegłej jesieni, kilka innych podobnych wielokrotnych zabójstw zdarzyło się w różnych częściach kraju. Choćby w ciągu kilku dni poprzedzających ten proces co najmniej trzy masowe morderstwa dostały się na pierwsze stronice gazet.” (Z zimną krwią, tłum. Bronisław Zieliński, Czytelnik 1968, s. 455)
Sprawcy przedstawieni są bardzo szczegółowo, zarówno ich cechy negatywne, jak pozytywne, autor stara się w sposób socjologiczny zrozumieć, jakimi drogami doszli do popełnienia tego drastycznego czynu.
Podczas zbierania materiałów Capote był w Kansas wraz z przyjaciółką Harper Lee. Jego pobyt ukazują dwa amerykańskie filmy fabularne: Capote z 2005 roku i Bez skrupułów z 2006 roku.